# Coupe d'Islande de football 1976
La coupe d'Islande 1976 de football est la 17e édition de la Coupe nationale de football.
Elle s'est disputée du 2 juin 1976 au 12 septembre 1976, avec la finale jouée au Laugardalsvöllur à Reykjavik.
La Coupe revêt une haute importance puisque le vainqueur est qualifié pour la Coupe des Coupes (Si un club gagne à la fois le championnat et la Coupe, c'est le finaliste de la Coupe qui prend sa place en Coupe des Coupes).
Les 9 clubs de 1. Deild ne rentrent qu'en huitièmes de finale, alors que les clubs des divisions inférieures entrent au fur et à mesure des 3 tours préliminaires. Les équipes se rencontrent sur un  match simple. En cas de match nul, le match est rejoué sur le terrain de l'autre équipe.
C'est le Valur Reykjavik, champion d'Islande 1976 qui réalise le doublé et remporte la 3e Coupe d'Islande de son histoire en battant en finale l'ÍA Akranes, qui échoue à ce stade pour la 3e année consécutive. Cependant, le club d'Akranes s'offre une qualification en Coupe des Coupes grâce à sa place de finaliste, puisque son vainqueur est déjà qualifié pour la Coupe d'Europe des clubs champions.

## Premier tour
| Équipe 1                | Résultat | Équipe 2                |
| ----------------------- | -------- | ----------------------- |
| Hamar Hveragerði        | 0 - 12   | Haukar Hafnarfjörður    |
| Fylkir Reykjavik        | 3 - 0    | Grótta Seltjarnarnes    |
| UMF Grindavík           | 2 - 6    | Víðir Garður            |
| Austri Eskifjörður      | 2 - 1    | KSH                     |
| þrottur Norðfjörður     | 7 - 0    | Valur Reyðarfjörður     |
| Leiknir Fáskrúðsfjörður | 5 - 1    | Einherji                |
| UMS Skagafjördur        | 11 - 0   | USV Húnvetninga         |
| Leiftur Ólafsfjörður    | 3 - 2    | USA Húnvetninga         |
| Magni Grenivík          | 7 - 1    | Eilifur                 |
| UMF Njarðvík            | 2 - 4    | Afturelding Mosfellsbær |

## Deuxième tour
| Équipe 1                | Résultat | Équipe 2                |
| ----------------------- | -------- | ----------------------- |
| Vikingur Olafsvik       | 4 - 0    | Snæfellsbær             |
| ÍB Isafjörður           | 6 - 0    | Grettir                 |
| Armann Reykjavik        | 1 - 0    | Leiknir Reykjavik       |
| Afturelding Mosfellsbær | 2 - 4    | Fylkir Reykjavik        |
| Völsungur Húsavík       | 3 - 0    | UMS Skagafjördur        |
| þor þorlakshöfn         | 1 - 3    | UMF Selfoss             |
| þrottur Norðfjörður     | 3 - 0    | Leiknir Fáskrúðsfjörður |
| Huginn Seyðisfjörður    | 2 - 1    | Austri Eskifjörður      |
| KA Akureyri             | 12 - 0   | Leiftur Reykjavik       |
| Reynir Árskógsströnd    | 0 - 1    | Magni Grenivík          |
| KS Siglufjörður         | 4 - 2    | þor Akureyri            |
| Reynir Sandgerði        | 0 - 1    | Víðir Garður            |
| IR Reykjavik            | 0 - 3    | Haukar Hafnarfjörður    |
| ÍBV Vestmannaeyjar      | 4 - 0    | Stjarnan Gardabaer      |

## Troisième tour
| Équipe 1             | Résultat | Équipe 2            |
| -------------------- | -------- | ------------------- |
| UMF Selfoss          | 2 - 4    | ÍBV Vestmannaeyjar  |
| ÍB Isafjörður        | 3 - 2    | Vikingur Ólafsvík   |
| Huginn Seyðisfjörður | 1 - 2    | þrottur Norðfjörður |
| Haukar Hafnarfjörður | 4 - 0    | Fylkir Reykjavik    |
| Víðir Garður         | 1 - 0    | Armann Reykjavik    |
| KS Siglufjölður      | 2 - 3    | Völsungur Húsavík   |
| Magni Grenivík       | 0 - 2    | KA Akureyri         |

## Huitièmes de finale
- Entrée en lice des 9 équipes de 1. Deild

| Équipe 1               | Résultat | Équipe 2                  |
| ---------------------- | -------- | ------------------------- |
| KA Akureyri            | 2 - 6    | KR Reykjavik (D1)         |
| Haukar Hafnarfjörður   | 1 - 4    | Valur Reykjavik (D1)      |
| þrottur Reykjavik (D1) | 0 - 2    | FH Hafnarfjörður (D1)     |
| ÍA Akranes (D1)        | 3 - 0    | Vikingur Reykjavik (D1)   |
| ÍBK Keflavík (D1)      | 4 - 0    | ÍBV Vestmannaeyjar        |
| Völsungur Húsavík      | 2 - 3    | Breiðablik Kopavogur (D1) |
| ÍB Isafjörður          | 1 - 3    | Fram Reykjavik (D1)       |
| þrottur Norðfjörður    | 4 - 2    | Víðir Garður              |

## Quarts de finale
| Équipe 1             | Résultat | Équipe 2                 |
| -------------------- | -------- | ------------------------ |
| FH Hafnarfjörður     | 2 - 2    | þrottur Norðfjörður (D2) |
| ÍA Akranes           | 3 - 1    | ÍBK Keflavík             |
| Fram Reykjavik       | 1 - 2    | Valur Reykjavik          |
| Breiðablik Kopavogur | 1 - 1    | KR Reykjavik             |
| KR Reykjavik         | 1 - 3    | Breiðablik Kopavogur     |

## Demi-finales
| Équipe 1             | Résultat | Équipe 2             |
| -------------------- | -------- | -------------------- |
| FH Hafnarfjörður     | 2 - 3    | ÍA Akranes           |
| Valur Reykjavik      | 0 - 0    | Breiðablik Kopavogur |
| Breiðablik Kopavogur | 0 - 3    | Valur Reykjavik      |

## Finale
| 12 septembre 1976 | Valur Reykjavik                          | 3 - 0 | ÍA Akranes | Laugardalsvöllur, Reykjavik |
|                   | Hermann Gunnarsson , · Kristin Björnsson |       |            |                             |
|                   | (Rapport)                                |       |            |                             |

- Le Valur Reykjavik remporte sa 3e Coupe d'Islande et permet à l'ÍA Akranes de se qualifier pour la Coupe des Coupes 1977-1978.